# Lophoglutus bouceki
Lophoglutus bouceki là một loài tò vò trong họ Ichneumonidae.